# Amaracarpus
Amaracarpus är ett släkte av måreväxter. Amaracarpus ingår i familjen måreväxter.

## Dottertaxa tillAmaracarpus, i alfabetisk ordning[1]
- Amaracarpus acuminatus
- Amaracarpus anomalus
- Amaracarpus attenuatus
- Amaracarpus belensis
- Amaracarpus brassii
- Amaracarpus braunianus
- Amaracarpus calcicola
- Amaracarpus compactus
- Amaracarpus cuneifolius
- Amaracarpus doormanniensis
- Amaracarpus floribundus
- Amaracarpus grandiflorus
- Amaracarpus grandifolius
- Amaracarpus idenburgensis
- Amaracarpus kochii
- Amaracarpus ledermannii
- Amaracarpus major
- Amaracarpus montanus
- Amaracarpus nematopodus
- Amaracarpus nouhuizii
- Amaracarpus novoguineensis
- Amaracarpus nymanii
- Amaracarpus papuanus
- Amaracarpus pubescens
- Amaracarpus rhombifolius
- Amaracarpus schlechteri
- Amaracarpus syzygifolius
- Amaracarpus trichocalyx
- Amaracarpus wichmannii
- Amaracarpus xanthocarpus